# Elbert Smelt
Elbert Smelt (Lima, 2 december 1983) is een Nederlands musicus, arts en presentator. Hij is bekend als leadzanger in de wereldmuziekgroep Trinity en Trinity Wereldwijs. Naast zijn werkzaamheden als musicus en tv-presentator is hij werkzaam als arts in de verslavingspsychiatrie. In 2016 ging hij daarnaast bij de Evangelische Omroep aan de slag als presentator.

## Biografie en carrière
Smelt is geboren in Peru, als zoon van een zendingsechtpaar. In zijn jonge jeugdjaren leerde hij alle traditionele Peruaanse fluiten te bespelen. Op zijn achtste ging hij met de rest van het gezin mee terug naar Nederland. Daar deed hij het vwo en studeerde hij zeven jaar geneeskunde in Utrecht om uiteindelijk arts te worden.
Intussen werd hij bekend als muzikant. Samen met broers Johan en Niek Smelt en vriend Bert Bos vormt hij sinds 2003 de band Trinity. Met deze band, die zich kenmerkt door invloeden uit allerlei soorten wereldmuziek, reist Smelt de hele wereld over om op te treden. Daarnaast was Smelt tussen 2005 en 2010 betrokken bij Sela.
Eind 2016 werd Smelt samen met Rachel Rosier presentator van het medische jeugdprogramma Topdoks. In 2020 volgden De Smerige Quiz  en Tussen Kop en Staart, die Smelt eveneens samen met Rosier presenteerde.

## Persoonlijk
Smelt is getrouwd en is vader van drie zonen en een dochter.

## Politiek
In 2025 werd Smelt lijstduwer van de ChristenUnie.

## Televisie
| Programma            | Jaren      |
| -------------------- | ---------- |
| Topdoks              | 2016-heden |
| Tussen Kop en Staart | 2020       |
| De Smerige Quiz      | 2020-2022  |